# 機殿村
機殿村（はたどのむら）は三重県飯南郡にあった村。現在の松阪市の北東部、櫛田川の下流右岸、近鉄山田線・櫛田駅の北方から国道23号・南勢バイパスの南方にかけての区域にあたる。

## 地理
- 河川 ： 櫛田川、祓川

## 歴史
- 1889年（明治22年）4月1日 - 町村制の施行により、飯野郡六根村・川島村・新開村・保津村・魚見村・腹太村・井口中村・久保村の区域をもって機殿村が発足。
- 1896年（明治29年）4月1日 - 所属郡が飯南郡に変更。
- 1952年（昭和27年）12月1日 - 松阪市に編入。同日機殿村廃止。

## 名所・旧跡・観光スポット・祭事・催事
- 機殿神社

## 出身者
- 佃安之丞 - 衆議院議員、医師
- 中川正春 - 衆議院議員